# Процес Сіменса

Схематична діаграма традиційного процесу Сіменса і реактора з киплячим шаром

Процес Сіменса (англ. Siemens process) є найпоширенішим методом виробництва полікремнію, особливо для електроніки, станом на 2005 рік близько 75 % світового виробництва використовує цей процес.
Процес перетворює Si металургійного класу з чистотою приблизно 98 % на SiHCl3, а потім на кремній у реакторі, таким чином видаляючи домішки перехідного металу та допантів. Процес відносно дорогий і повільний.
Це тип процесу хімічного осадження з парової фази.

## Загальний опис
Електронний кремній отримують із очищеного трихлорсилану SiHCl3 (ТХС) шляхом осадження його із парогазової суміші (ПГС). Фізико-хімічні основи відновлення хлорсиланів воднем описують складною системою рівнянь, які в спрощеному вигляді можна записати: SiHCl3 + Н2 → Si + 3НСl;
4SiHCl3 → Si + 3SiCl4 + 2H2.
Процес відновлення здійснюється в спеціальному реакторі установки осадження (рис. 1). Температура початку утворення кремнію в процесі водневого відновлення трихлорсилану 1073…1173 К. Полікристалічний кремній осаджується на кремнієвий стрижень, розжарення якого відбувається шляхом пропускання електричного струму.
Робочу температуру стрижнів у реакторі підтримують близькою до 1300 К. Кремній осідає на поверхні стрижнів. Суміш тетрахлориду і водню, яка не прореагувала за час перебування в реакторі, безперервно відводиться із реактора.
Цей процес виробництва полікремнію отримав назву Сіменс-процесу. Виробництво характеризується високою матеріало– та енергоємністю. В Сіменс-процесі частка сировини в собівартості продукції складає приблизно 35-40 %. До 30-35 % витрат припадає на енергоресурси — електроенергію та пару. Ще 8-10 % витрат — це водень, який отримують електролізом — достатньо енергоємним процесом.